# T jungle m
t jungle m（ティー・ジャングル・エム）は小室哲哉率いる音楽ユニットであり、小室が主催するイベントでもある。正式名称は「tetsuya komuro jungle massive（テツヤ・コムロ・ジャングル・マッシヴ）」である。

## 概要
活動を始めるきっかけは1994年秋に小室がジャングルのパフォーマンスを聴きにロンドンのクラブを回って、多彩な人種が入り乱れて踊る熱気に改めて驚かされ、どうしてもすぐに広めたかったが、日本には受け入れられる土壌がなかった。来る人・場所をスタッフと協力し、0から作り上げる所からスタートした。特に「『小室がやるとこうなる』というパブリックイメージをどれだけ排除できるか」という所から率先して取り掛かり、1995年1月21日からスタートした。
ライブはDJチームMAD-MAXと小室のキーボードとMCのマーク・パンサーの掛け声とラガマフィンの3部構成が基本スタイル。DJが曲をかけて、それに小室が演奏を被せる。小室のソロパートでもDJが音楽でつなぐことによる掛け合いもあった。
イベントを開く際は場所・時間の事前告知は「基本は東京都青山内」「週末1回」「口コミ」以外一切無し、看板もよく探さないと目立たないデザインを採用した。事実上の移動式ディスコとして活動し、場合によっては「小室のファンは立ち入り禁止」とする場合もあった。理由として小室は「客の質を落とさない」「固定客を作ると第3波、第4波という所で知っている人が増える。すると知らない人も増えて、段々とメジャーになっていくのかもしれないけど、まずコアなジャングルファンにも納得してくれるものを作りたかった」と話しているが、実際の客層は純粋なジャングルファンより、レコード会社のスタッフ・芸能事務所に所属するメジャーデビューを目指す女性アイドル候補生が大半だった。1公演毎のキャパシティは最大でも150人だった。
ダンスフロアの前方にステージを作り、小室のブースにはシンセサイザーやその他の機材が並んでいた。MCが入って、1時間レゲエをかけて、その次にラッパーがパフォーマンスを披露し雰囲気が盛り上がり、ピークが来た後クールダウンして、もう1回盛り上がりたい人は残っているというクラブなのにライブの様なきれいなノリがあった。ステージ設計もコンサートの舞台設計のノウハウを流用し、最新鋭の照明機材とサウンドが惜しげもなくファンに供給された。
深夜23時半からスタートし、プレイは2時間ほど行われる。深夜1時から小室がDJブースに登場し、選曲・即興演奏を行った。盛り上がりによっては朝まで続いた。
ゲストとしてtrf・内田有紀・浜田雅功も参加していた。
小室にとっては、「アーティストとしての自己発散」になったと同時に「プロデューサーとしてのマーケティングの場」にもなり、ファン層は事前にスタッフが赴いて、各地のクラブやディスコで探したダンスシーンの最先端を行く女性を中心に招待された層が多く、小室とファンは気兼ねなく話した。同時にマークのプロデュースの一環にもなった。
ここで得たノウハウを駆使し、「プレイヤーが何名かのDJから好きなDJを選び、DJブースに入り込み演奏される音楽のジャンルや曲目を100枚のレコードの中から1分以内に素早く選び、如何にフロアで踊る観客を増やして店を反映させていくかを競わせる」ことをテーマにしたPlayStationの音楽ゲームソフトとして発売する企画があった。

## t jungle m ~Secret Party~
ライブの模様と新曲を収録している。

### 収録曲
| #  | タイトル                                           | 作詞 | 作曲・編曲 | 時間  |
| -- | -------------------------------------------------- | ---- | ---------- | ----- |
| 1. | 「tetsuya komuro jungle massive ～Secret Party～」 |      |            | 50:48 |
| 2. | 「AUTOMATIC (JUNGLE MIX)」                         |      |            | 4:31  |
| 3. | 「ONE TIME TWO TIME」                              |      |            | 6:07  |
| 4. | 「TAKE ME UP (JUNGLE REMIX)（EUROGROOVE）」        |      |            | 6:02  |

### 参加ミュージシャン
- シンセサイザープログラミング・マニピュレーター・パフォーマンス：小室哲哉
- MC：マーク・パンサー
- DJ：MAD-MAX(SUPER B,PISCES,TSURU)